# Maximiliano Fuentes Codera
Maximiliano Fuentes Codera (Buenos Aires, 1976) és un historiador i professor de la Universitat de Girona (UdG). És llicenciat en Història (2005) i doctor en Història Contemporània per la UdG (2011) amb la tesi Un viaje por los extremos. Eugeni d'Ors entre la Gran Guerra y el fascismo (1914-1923).

### Activitat acadèmica
Maximiliano Fuentes és professor Agregat d’Història Contemporània a la Universitat de Girona, en la qual també dirigeix la càtedra Walter Benjamin, Memòria i Exili des de 2015. El 2017 va obtenir la beca Leonardo (Fundación BBVA) i ha estat investigador  visitant a l’École des Hautes Études en Sciences Sociales, la Freie Universität, la Universidad Nacional de Tres de Febrero, la Universidad de Buenos Aires i la Universidad Nacional de San Martín, i també professor visitant a la Università di Bologna.
Ha dirigit projectes internacionals de recerca sobre les relacions polítiques i culturals entre Europa i Amèrica Llatina. Ha centrat també les seves investigacions en l’estudi de les dretes i el feixisme en la Primera Guerra Mundial.
és autor dels llibres El campo de fuerzas europeo en Cataluña. Eugeni d’Ors en los primeros años de la Gran Guerra (2009), España en la Primera Guerra Mundial. Una Movilización cultural (2014), La Gran Guerra a les comarques gironines (2015), A Civil War of Words. The cultural impact of the Great War in Catalonia, Spain, Europe and a glance to Latin America (2016, editat juntament amb Xavier Pla i Francesc Montero), Un viaje por los extremos. Eugenio d’Ors en la crisis del liberalismo (2017), Ideas comprometidas. Los intelectuales y la política (2018, editado con Ferran Archilés), El món d’avui. Dels feixismes històrics als reaccionarismes postmoderns i els nous populismes. Els reptes de les polítiques de memòria (2021, editat amb Jordi Font i Oriol Dueñas), Spain and Argentina in the First World War. Transnational Neutralities (2021, edició en castellà, España y Argentina en la Primera Guerra Mundial. Neutralidades transnacionales,  publicada per Marcial Pons, 2022), Continental Transfers. Cultural and Political Exchanges among Spain, Italy and Argentina 1914-1945 (2022, editat amb Patrizia Dogliani; edició en castellà, La patria hispana, la raza latina. Política y cultura entre España, Italia y Argentina (1914-1945), publicada per Comares en 2021) y Ellos, los fascistas. La banalización del fascismo y la crisis de la democracia (2022, amb Javier Rodrigo).
Actualment, prepara una biografia sobre Rafael Sánchez Mazas i un llibre col·lectiu sobre l’impacte polític de la grip de 1918 a Europa i Amèrica Llatina.
Va formar part de la llista del PSC-Gironins pel canvi a les eleccions municipals del maig de 2023 i des del mes de juny d'aquest mateix any és regidor de l'Ajuntament de Girona.